# Andrzej Kościelniakowski
Andrzej Kościelniakowski (ur. 28 października 1936 w Warszawie, zm. w czerwcu 2020) – polski szermierz, szablista i florecista, następnie trener.

## Życiorys
Był zawodnikiem AZS-AWF Warszawa (1947–1957), Warszawianki (1958–1970) i Marymontu Warszawa (1970–1978).
Na mistrzostwach Polski wywalczył cztery złote medale w turnieju drużynowym w szabli (1967, 1971, 1973, 1977), dziewięć srebrnych medali w turnieju drużynowym w szabli (1957, 1961, 1962, 1964, 1966, 1968, 1969, 1970, 1972), jeden srebrny medal w turnieju drużynowym we florecie (1957) oraz dwa brązowe medale w turnieju drużynowym w szabli (1955, 1974). Podczas mistrzostwa świata juniorów w 1957 zajął indywidualnie ósme miejsce w turnieju szablistów.
Od 1965 pracował także jako trener: w latach 1965–1970 w Pałacu Młodzieży w Warszawie, w latach 1970–1985 w Marymoncie Warszawa, w latach 2003–2010 w Legii Warszawa. W 2008 założył klub UKS Szabla Ząbki.
Jego synem jest olimpijczyk w szermierce, Robert Kościelniakowski.